# 163e méridien ouest
En géographie, le 163e méridien ouest est le méridien joignant les points de la surface de la Terre dont la longitude est égale à 163° ouest.

## Géographie

### Dimensions
Comme tous les autres méridiens, la longueur du 163e méridien correspond à une demi-circonférence terrestre, soit 20 003,932 km. Au niveau de l'équateur, il est distant du méridien de Greenwich de 18 145 km,.
Avec le 17e méridien est, il forme un grand cercle passant par les pôles géographiques terrestres.

### Régions traversées
En commençant par le pôle Nord et descendant vers le sud au pôle Sud, Le 163e méridien ouest passe par:
| Coordonnées           | Pays, territoire ou mer | Notes |
| --------------------- | ----------------------- | --- |
| 90° 00′ N, 163° 00′ O | Océan Arctique          | |
| 71° 42′ N, 163° 00′ O | Mer des Tchouktches     | |
| 69° 46′ N, 163° 00′ O | États-Unis              | Alaska |
| 67° 02′ N, 163° 00′ O | Mer des Tchouktches     | Golfe de Kotzebue |
| 66° 05′ N, 163° 00′ O | États-Unis              | Alaska — Péninsule de Seward |
| 64° 33′ N, 163° 00′ O | Mer de Bering           | Norton Sound |
| 63° 05′ N, 163° 00′ O | États-Unis              | Alaska |
| 59° 53′ N, 163° 00′ O | Mer de Bering           | Passe juste à l'est de l'Île Amak, Alaska, États-Unis (at 55° 25′ N, 163° 07′ O) |
| 55° 14′ N, 163° 00′ O | États-Unis              | Alaska — Péninsule d'Alaska |
| 55° 04′ N, 163° 00′ O | Océan Pacifique         | Passe juste à l'est de l'Île Unimak, Alaska, États-Unis (à 54° 40′ N, 163° 03′ O) Passe juste à l'ouest de l'Île Sanak, Alaska, États-Unis (à 54° 27′ N, 162° 50′ O) Passe juste à l'est de l'atoll Suwarrow, Îles Cook (à 13° 26′ S, 163° 02′ O) Passe juste à l'est de l'île Palmerston, Îles Cook (à 18° 04′ S, 163° 09′ O) |
| 60° 00′ S, 163° 00′ O | Océan Austral           | |
| 78° 12′ S, 163° 00′ O | Antarctique             | Dépendance de Ross, Liste des territoires revendiqués par la Nouvelle-Zélande |